# Carlos Alberto Nunes de Velez Juzarte Rolo
Carlos Alberto Nunes de Velez Juzarte Rolo (Portalegre, 25 de Julho de 1884 - Lisboa, 21 de Fevereiro de 1949), que usou o título de 2.º Visconde de Cidrais, foi um político português.

## Família
Filho de Adolfo Augusto Juzarte Rolo, 1.º Visconde de Cidrais, e de sua mulher D. Maria Augusta Nunes de Avillez.

## Biografia
Bacharel em Direito pela Faculdade de Direito da Universidade de Coimbra, exerceu a Advocacia em Portalegre, onde presidiu à Junta Geral do Distrito e foi Professor do Liceu e Juiz do Tribunal de Acidentes de Trabalho. Transitou para idênticas funções em Beja e Lisboa e ingressou como Funcionário no Tribunal da Relação de Lisboa. Foi também Governador Civil do Distrito de Portalegre.
Usou o título de 2.º Visconde de Cidrais, tendo verificação de segunda vida do título, por Autorização de D. Manuel II de Portugal de 17 de Maio de 1909.

## Casamento e descendência
Casou com D. Dorinda Augusta da Cunha e Valle, sem geração.
Teve dois filhos de D. María del Olvido Matamoro y Solís (Tineo, 27 de Setembro de 1890 - ?), filha de Eduardo Matamoro y García e de sua mulher (11 de Abril de 1887) Valentina Solís y Fernández: 
- Adolfo Augusto Matamoro Juzarte Rolo (Figueira da Foz, 6 de Agosto de 1916 - ?)
- Maria Gioconda Matamoro Juzarte Rolo (Figueira da Foz, Buarcos, 19 de Setembro de 1918 - ?), casada em Portalegre, São Lourenço, 24 de Junho de 1940 com João Augusto da Silveira Tavares (Portalegre, Sé, 22 de Setembro de 1908 - Portalegre, São Lourenço, 20 de Novembro de 1984), filho de Augusto César de Oliveira Tavares (Portalegre, 19 de Setembro de 1876 - Portalegre, 14 de Fevereiro de 1945), e de sua mulher (3 de Outubro de 1901) Amélia Augusta do Rosário da Silveira, com geração